# Günther Jacoby
Friedrich Günther Jacoby (21. dubna 1881 Königsberg – 4. ledna 1969 Greifswald) byl německý evangelický teolog a filozof.

## Filozofie
Günther Jacoby rozvíjel koncepci reality jako nemateriální substance v podobě prostoročasu, shodnou s učením Samuela Alexandera, a hmotu pokládal za produkt prostoročasu,  z čehož vyvozoval prvotnost Boha jako substance nespojené s prostorem a časem ve vztahu k nemateriálnímu světu. V Jacobyho pracích se kritická ontologie změnila v „teologickou ontologie“.